# Титов Юрій Іванович
Юрій Іванович Титов (рос. Юрий Иванович Титов) — науковець, перший голова Харківської обласної ради (І скликання), який займав цю посаду протягом 1990—1991 рр.

## Біографія
На момент обрання до Харківської обласної ради І скликання займав посаду провідного наукового співробітника Харківського фізико-технічного інституту АН УРСР, був членом партійного клубу — демократичної платформи в КПРС. 17 квітня 1990 року виграв вибори першого голови Харківської обласної ради серед ще шести інших кандидатур із результатом у 100 голосів (із 185 депутатів, які взяли участь у голосуванні), випередивши:
- голову облвиконкому О. С. Масельського — 92 голоси;
- секретаря Харківського обкому КПУ Н. Н. Скидана — 68 голосів;
- завідувача кафедрою Харківського державного університету В. А. Щербину — 58 голосів;
- молодшого наукового співробітника Інституту проблем машинобудування АН УРСР А. І. Приймака — 42 голоси;
- доцента Харківського державного університету В. В. Синявського — 35 голосів;
- завідувачку педіатричним відділенням міської дитячої лікарні № 13 М. П. Яншину — 17 голосів.

21 січня 1991 року 144 голосами була прийнята відставка Ю. І. Титова. На його місце таємним голосуванням був обраний безальтернативний кандидат О. С. Масельський: «за» — 119 голосів, «проти» — 34.